# غردينية طويلة الأزهار
غردينية طويلة الأزهار (الاسم العلمي:Gardenia dolichantha) هي نوع من النباتات يتبع جنس غردينية من الفصيلة الفوية.